# 甜蜜与卑微
《甜蜜与卑微》（英語：Sweet and Lowdown，又名《甜美与卑微》）是1999年伍迪·艾伦编导的一部喜剧类剧情片。西恩·潘饰演了一位天才爵士吉他手，并凭此片被提名奥斯卡最佳男主角。萨曼莎·莫顿被提名奥斯卡最佳女配角。
影片被认为受到了费德里科·费里尼在1956年所拍摄的《大路》的影响。《大路》亦是伍迪·艾伦最喜爱的剧情片之一。
类似艾伦的另一部影片《西力传》，同样是记录片风格的影片，但主角Emmet Ray是一位虚构人物。

## 情节
故事发生在20世纪30年代，爵士乐鼎盛的芝加哥。天才爵士吉他手Emmet Ray（西恩·潘饰演）非常敬畏被称为世界第一吉他手的金格·萊恩哈特，认为自己无法超越，只能屈居第二。Emmet Ray流连于各大酒吧剧场，演出挣钱，尽管音乐上造诣颇高，但平日里玩世不恭，贪好女色，还有偷窃癖。
洗衣女工Hattie（萨曼莎·莫顿饰演）是一个哑女，因为Ray打赌输给朋友而与Ray相识交往。虽然Hattie一心一意爱着Ray，但Ray在外沾花惹草，对Hattie忽冷忽热。Ray认为作为一个如此出色的吉他手，不应该找一个洗衣女工过日子，因此与Hattie分手。Ray偶然结识了名媛Blanche Williams（乌玛·瑟曼饰演）并与之结婚。然而Blanche看中的是Ray丰富的底层生活能给她的写作带来灵感。她发现Ray经常在睡梦中呼唤Hattie的名字。
当Ray发现Blanche与黑帮打手Al Torrio（安东尼·拉帕格利亚饰演）的奸情之后，他离开Blanche去找Hattie，然而Hattie早已嫁为人妇，并且有了一个快乐的家庭。Ray又找了一个新的女伴，约会中Ray弹了一段旋律，突然Ray起身把自己的吉他狠狠地砸烂，反复咆哮着“我犯了一个错误”。

## 演员
- 西恩·潘 — Emmet Ray
- 萨曼莎·莫顿 — Hattie
- 安东尼·拉帕格利亚 — Al Torrio
- 乌玛·瑟曼 — Blanche
- James Urbaniak — Henry
- John Waters — Mr. Haynes
- Gretchen Mol — Ellie
- Denis O'Hare — Jake
- Molly Price — Ann
- Brian Markinson — Bill Shields
- Tony Darrow — Ben
- Daniel Okrent — A.J. Pickman
- Brad Garrett — Joe Bedloe
- 伍迪·艾伦 — 本人
- Ben Duncan — 本人
- Nat Hentoff — 本人
- Douglas McGrath — 本人

## 配乐
影片所有配乐均由迪克·海曼作曲编曲，吉他独奏部分则是由Howard Alden演奏，他同时执教西恩·潘在本片中的吉他演奏。